# مهتاب ثروتی
مهتاب ثروتی (زاده ۲ بهمن ۱۳۷۰) عکاس و بازیگر سینما و تلویزیون ایرانی است. ثروتی با بازی در سریال اینترنتی خاتون (۱۴۰۱–۱۴۰۰) به اوج شهرت و محبوبیت دست یافت.

## دوران هنری
او برای اولین بار در سریال «کیمیا» و در نقش «سلما» دختر جنوبی حضور پیدا کرد. اولین تجربه او در تلویزیون نیز مربوط به بازی اش در سریال «در جستجوی آرامش» به کارگردانی سعید سلطانی است که در تابستان ۱۳۹۶ از شبکه تهران پخش شد. از آثار مهم او می‌توان به بازی در سریال خاتون و فیلم‌های متولد ۶۵، پاستاریونی و حریم شخصی و فیلم طعم شیرین تاریکی اشاره کرد.

## فیلم‌شناسی
سینما
| سال  | نام              | کارگردان     |
| ---- | ---------------- | ------------ |
| ۱۳۹۴ | متولد ۶۵         | مجید توکلی   |
| ۱۳۹۵ | حریم شخصی        | احمد معظمی   |
| ۱۳۹۵ | بی‌نامی           | علیرضا صمدی  |
| ۱۳۹۷ | پاستاریونی       | سهیل موفق    |
| ۱۳۹۸ | شیطان وجود ندارد | محمد رسول اف |
| ۱۴۰۰ | شهرک             | علی حضرتی    |
|      | هوک              | حسین ریگی    |

سریال نمایش خانگی
| سال  | نام      | کارگردان     | نقش   |
| ---- | -------- | ------------ | ----- |
| ۱۴۰۰ | خاتون    | تینا پاکروان | ماری  |
| ۱۴۰۱ | مترجم    | بهرام توکلی  | غزاله |
| ۱۴۰۲ | شریک جرم | مازیار میری  |       |

تلویزیون
| سال  | نام             | کارگردان       | نقش  |
| ---- | --------------- | -------------- | ---- |
| ۱۳۹۴ | کیمیا           | جواد افشار     | سلما |
| ۱۳۹۵ | پرستاران        | علیرضا افخمی   |      |
| ۱۳۹۸ | در جستجوی آرامش | سعید سلطانی    | سارا |
| ۱۳۹۹ | سرباز           | هادی مقدم دوست | مینا |

تئاتر
| نام                     | کارگردان        |
| ----------------------- | --------------- |
| نمایش "ماجرای مترانپاژ" | محمد حسن معجونی |
| نمایش "شیر خشک"         | نوید معمار      |
| نمایش " وضعیت شماره دو" | رامین اکبری     |
| نمایش "نیوجرسی"         | سعید دشتی       |
| نمایش "بعد از افتادن"   | حسین حسینیان    |